# Foquismo

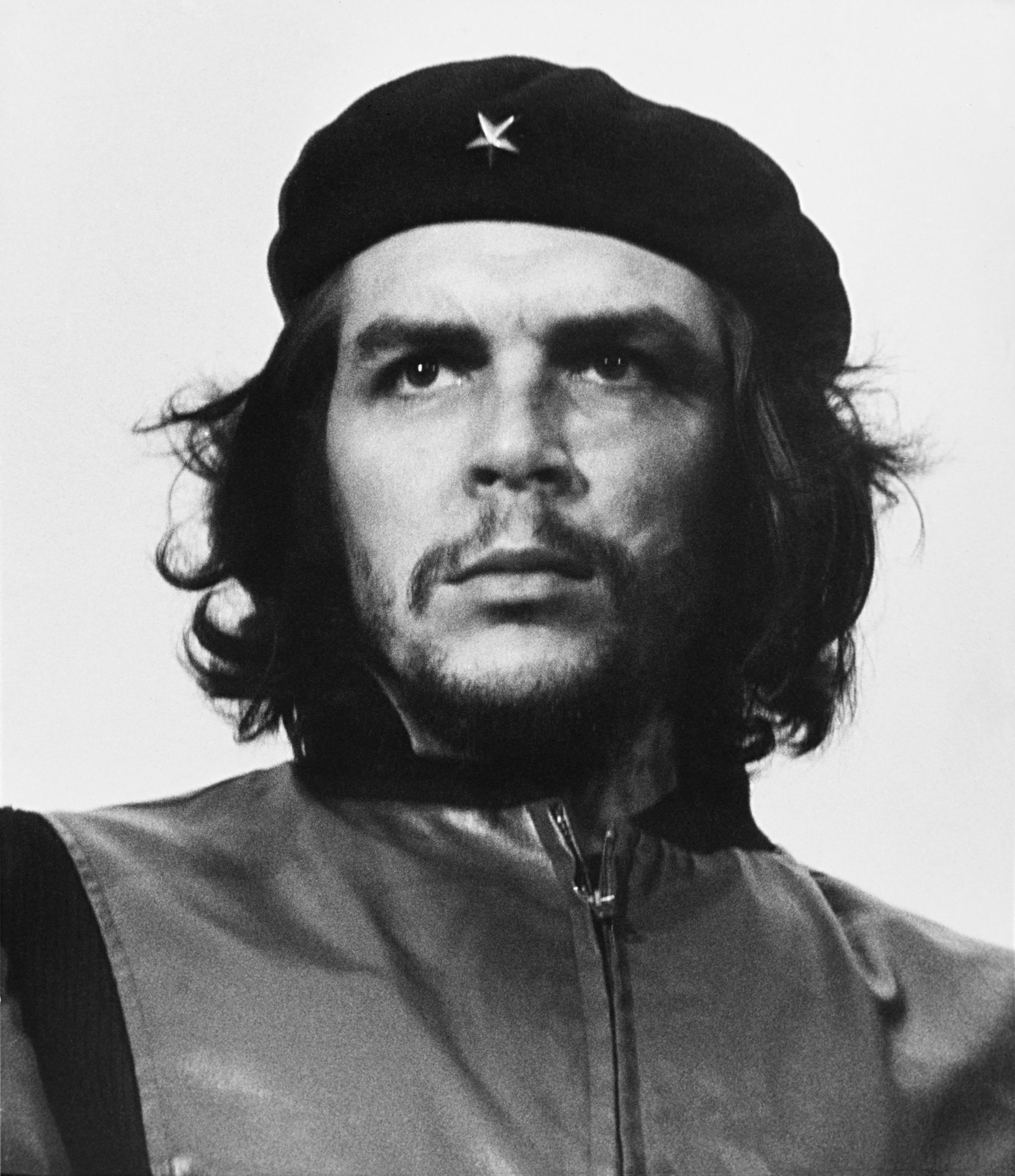
Che Guevara.

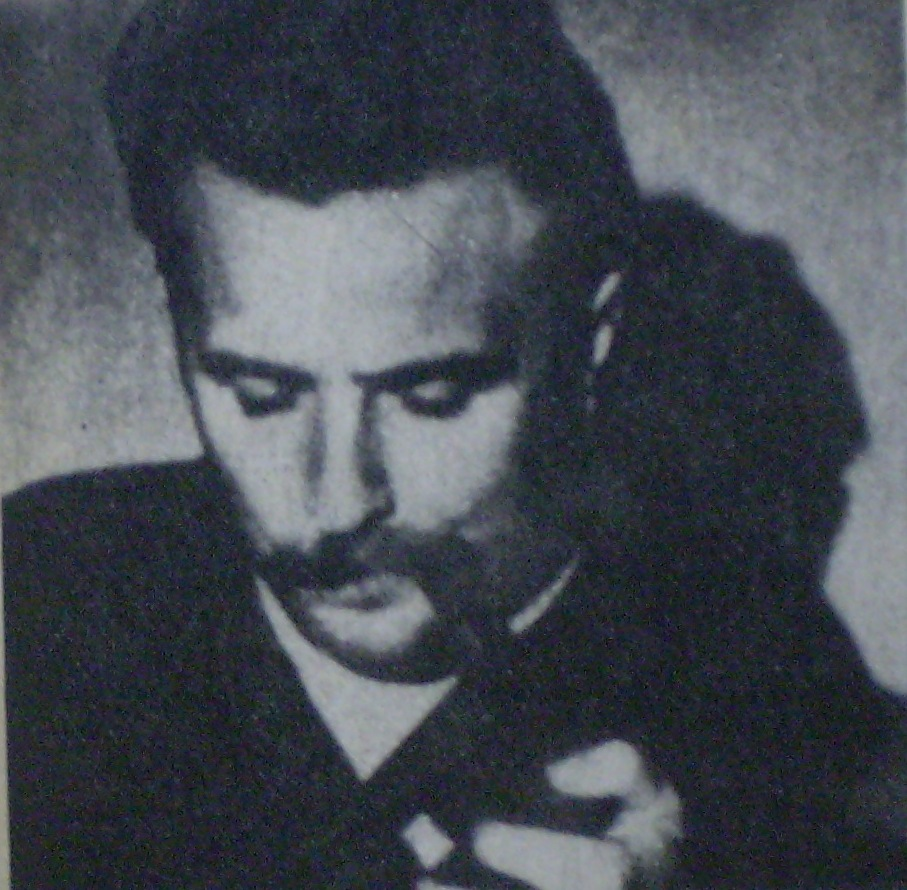
Régis Debray en 1970.

El foquismo es una teoría revolucionaria desarrollada en base a la experiencia de la revolución cubana (que tuvo un uso crítico de las guerrillas), y que más tarde el comandante e ideólogo de la revolución cubana Ernesto "Che" Guevara pondría en práctica en el Congo y después en Bolivia. Debido a la tracción que tenía Guevara en el círculo postmodernista de Europa, esta teoría revolucionaria se popularizó principalmente de la mano del filósofo y escritor francés Régis Debray, althusseriano y amigo personal de Fidel Castro y el propio Guevara.
Guevara, en su texto La guerra de guerrillas, postula que la experiencia de la Revolución Cubana demostraba que «no siempre hay que esperar a que se den todas las condiciones para la revolución», ya que un pequeño foco que iniciara acciones típicas de la guerra de guerrillas podría lograr con relativa rapidez que la revolución se extendiera, obteniendo así el levantamiento de las masas y el derrocamiento del régimen. El Che consideraba válidas estas consideraciones principalmente para los países con menos desarrollo industrial, y sostenía que los «focos» debían tomar como base social al campesinado.
La teoría se puso en práctica, en manos del propio Guevara, por primera vez en el Congo, con Laurent-Désiré Kabila, y por segunda vez en Bolivia. Ninguno de los intentos tuvo éxito; el segundo de ellos finalizó con la captura y asesinato del Che en Bolivia y su grupo de revolucionarios por parte de fuerzas del ejército de ese país, apoyadas por la CIA estadounidense.
Durante la década de 1970 y también durante la de 1980, grupos de diversas tendencias políticas (no sólo en países subdesarrollados) tomaron al foquismo como estrategia, como en el caso salvadoreño, formando las Fuerzas Populares de Liberación Farabundo Martí (FPL) en la lucha contra la dictadura militar del país. Ninguno pudo llevar adelante una revolución socialista. El foquismo ha recibido numerosas y fuertes críticas desde el marxismo, y muchas veces ha sido confundido con el método mismo de la guerra de guerrillas, el cual fue ampliamente utilizado en diversos procesos revolucionarios socialistas triunfantes en lugares tales como Rusia, China, Yugoslavia, Cuba, Vietnam, entre otros.